# Ben Idrissa Derme
Ben Idrissa Derme, né le 21 janvier 1982 à Koudougou (Burkina Faso) et mort le 11 septembre 2016 à Biguglia, est un footballeur international burkinabé.

## Biographie

### Arrivée en Moldavie et découverte du milieu professionnel (2004-2008)
Derme est contacté par un agent moldave lui proposant de rejoindre le Sheriff Tiraspol. 

### Carrière en équipe nationale
Le 28 février 2006, Idrissa reçoit sa première sélection avec le Burkina Faso au cours d'un match amical contre l'Algérie (0-0). 
Il compte 4 sélections et 0 but avec l'équipe du Burkina Faso depuis 2006.
Le 11 septembre 2016, il décède d’une crise cardiaque au cours d'un match de Coupe de France avec l'AJ Biguglia,, face à  l'AS Furiani

## Palmarès
- Avec Sheriff Tiraspol:
  - Champion de Moldavie en 2005, 2006, 2007 et 2008.
  - Vainqueur de la Coupe de Moldavie en 2006 et 2008.
  - Vainqueur de la Supercoupe de Moldavie en 2005 et 2007.

- Avec CA Bastia:
  - Champion de CFA en 2012.

## Statistiques

### Statistiques en club
| Saison                | Club                  | Championnat           | Championnat | Championnat | Coupe nationale | Coupe nationale | Coupe de la Ligue | Coupe de la Ligue | Compétition(s) continentale(s) | Compétition(s) continentale(s) | Compétition(s) continentale(s) | Burkina Faso | Burkina Faso | Total | Total |
| Saison                | Club                  | Division              | M.          | B.          | M.              | B.              | M.                | B.                | Comp.                          | M.                             | B.                             | M.           | B.           | M.    | B.    |
| 2003 - 2004           | EF Ouagadougou        | 1                     | -           | -           | -               | -               | -                 | -                 | -                              | -                              | -                              | -            | -            | 0     | 0     |
| 2004 - 2005           | Sheriff Tiraspol      | 1                     | 9           | 0           | -               | -               | -                 | -                 | -                              | -                              | -                              | -            | -            | 9     | 0     |
| 2005 - 2006           | Sheriff Tiraspol      | 1                     | 30          | 3           | -               | -               | -                 | -                 | C1                             | 4                              | 1                              | 1            | 0            | 35    | 4     |
| 2006 - 2007           | Sheriff Tiraspol      | 1                     | 13          | 0           | -               | -               | -                 | -                 | -                              | -                              | -                              | -            | -            | 13    | 0     |
| 2007 - 2008           | Sheriff Tiraspol      | 1                     | 7           | 1           | -               | -               | -                 | -                 | C1                             | 1                              | 0                              | -            | -            | 8     | 1     |
| 2008 - 2009           | US Ouagadougou        | 1                     | -           | -           | -               | -               | -                 | -                 | -                              | -                              | -                              | -            | -            | 0     | 0     |
| 2009 - 2010           | USC Corte             | 5                     | -           | -           | -               | -               | -                 | -                 | -                              | -                              | -                              | -            | -            | 0     | 0     |
| 2010 - 2011           | CA Bastia             | 4                     | 26          | 3           | 1               | 0               | -                 | -                 | -                              | -                              | -                              | 3            | 0            | 30    | 3     |
| 2011 - 2012           | CA Bastia             | 4                     | 28          | 1           | 3               | 0               | -                 | -                 | -                              | -                              | -                              | -            | -            | 31    | 1     |
| 2012 - 2013           | CA Bastia             | 3                     | 28          | 1           | 5               | 0               | -                 | -                 | -                              | -                              | -                              | -            | -            | 33    | 1     |
| 2013 - 2014           | CA Bastia             | 2                     | 1           | 0           | -               | -               | 1                 | 0                 | -                              | -                              | -                              | -            | -            | 2     | 0     |
| Total sur la carrière | Total sur la carrière | Total sur la carrière | 142         | 9           | 9               | 0               | 1                 | 0                 | -                              | 5                              | 1                              | 4            | 0            | 161   | 10    |